# Нилски крокодил
Нилският крокодил (Crocodylus niloticus) е най-едрият от трите вида крокодили в Африка и един от четирите най-големи крокодили в света, заедно със соленоводния крокодил, гавиалът и черния кайман. Разпространен е в районите на юг от Сахара – почти в цяла Централна, Източна и Южна Африка, а също и на остров Мадагаскар. В миналото се е срещал и в долното течение на Нил на територията на Египет, но поради избиването му от бракониери през 1965 г. този вид е обявен за изчезнал от „страната на фараоните“. През 1995 г. нилски крокодили са внесени в страната от Уганда по програма за възстановяване на популацията на вида в Египет. Новият им дом е в южната част на страната, където са защитени със закон. Освен това видът е сравнително рядък в много страни на „черния континент“.

## Особености
Нилският крокодил е сред животните, които се славят с най-лоша репутация в Африка. И това не е случайно – по данни на Световната организация за защита на природата големите влечуги са сред животните, които убиват най-много хора в Африка. Поради това в близкото минало са били сериозно избивани и сега популацията им не е голяма, въпреки че се е увеличила през последните години благодарение на природозащитни организации.
Една от най-големите кризи, свързани с крокодили, започва през 1980 г. в Уганда. В периода 1982 – 1999 г. в тази африканска страна са регистрирани рекорден брой нападения на крокодили над хора. Дълго време не е била ясна причината, но се оказало, че е човешка грешка, нарушила състоянието на екосистемата в езерото Виктория – най-голямото африканско езеро, на чиито северни брегове е Уганда. От Южна Америка в езерото Виктория е било внесено рядко водно растение, което в родината си служи за храна на много насекоми и влечуги. На африканския континент липсват такива животни и затова то масово се е разпространило в езерото и изпускало отровни вещества във водата, убили много риби и други водни животни. Така плячката на крокодилите намалявала заради това човешко неблагоразумие, като някои редки за Виктория риби напълно изчезнали. Лишени от тази си храна, съставяща 50% от менюто им, нилските крокодили започнали да излизат непрекъснато на брега и сега тяхна жертва ставал почти всеки доближил водния басейн.
През 1997 г., за да възстановят екосистемата, учени внесли от родината на растението-убиец Бразилия хоботници – насекоми, които в родината си се хранели с листата на това растение. Това успешно начинание довело до намаляване на площите му и възстановяване популациите на езерните животни, а оттам и до намаляване на броя на хората, убити от крокодили, въпреки че той и сега не е малък.

## Размери и биология
Нилският крокодил достига дължина 5, понякога и над 6 m и тегло над 500 кг, като отделни екземпляри достигат и до 800 кг. За рекорден се счита уловеният през 1973 г. крокодил в Руанда, който е бил дълъг 7,5 m и тежал 1300 кг., както и крокодил от река Итури в ДР Конго със същите размери. Има големи разлики в размерите – така например крокодили от Етиопия и Северен Судан са дълги 2 – 2,5 m, в Кения и Замбия – 4 – 5 m, а в Руанда, Бурунди, Уганда и Демократична република Конго са гиганти, надвишаващи 6 m. Най-много гиганти има в района Итури в североизточната част на ДР Конго, където в едноименната река Итури и притоците и, част от системата на река Конго почти всеки крокодил е с дължина над 6 метра. Няма точно обяснение на този факт, но се счита, че е заради разликата в изобилието на храна.
Нилските крокодили живеят средно между 70 и 90 години. Основна плячка на тези влечуги стават както риби и водни птици, така и зебри, антилопи гну, диви свине, хиени, маймуни, а понякога и големи хищници от семейство котки като лъвове и леопарди и др. Нападат и хора, когато са гладни или са навлезли в територията им.

## Размножаване
Женският крокодил снася между 25 и 80 яйца, които заравя край брега. След 3 месеца от тях се излюпват малките. По време на този период майката ревностно пази яйцата си от хищници. Понякога мястото, където са били снесени яйцата, е извоювано в битка с друга женска. Най-сериозни за яйцата са нападенията на птици и бозайници, а също и на нилския варан. Поради това някои яйца стават плячка, но повечето оцеляват, тъй като едва ли много животни биха рискували да бъдат нападнати от женския крокодил, плуващ в реката близо до гнездото.
Когато малките се излюпят, майката ги поема в уста и така за тяхна безопасност ги пренася до реката. Често може наведнъж да пренесе до 20 от тях. Като малки могат да станат жертва на много хищници, но бързо порастват, за да се превърнат в господари на реката.